# Hanneli Goslar
Hannah „Hanneli” Elizabeth Goslar (n. 12 noiembrie 1928, Sectorul Centru, Statul Liber Prusia⁠(d), Germania – d. 28 octombrie 2022, Ierusalim, Palestina) a fost o asistentă medicală, cunoscută mai ales pentru prietenia strânsă și apropiată cu tânăra evreică Anne Frank, care a scris un faimos jurnal despre anii copilăriei petrecute într-o ascunzătoare în Țările de Jos ocupate de naziști și a pierit apoi în Holocaust. Hannah și Anne au urmat studii la Școala Publică Montessori nr. 6 (în prezent Școala Anne Frank) și apoi la Liceul Evreiesc din Amsterdam.

## Primii ani
Hanneli Elizabeth Pick-Goslar s-a născut la Berlin, Germania, pe 12 noiembrie 1928, fiind primul născut dintre copiii lui Hans Goslar și Ruth Judith Klee (1901-1942). Tatăl ei a fost șeful Biroului de Presă al Ministerului Afacerilor Interne al Prusiei până în 1933 și mama ei era profesoară. Ambii părinți erau evrei observanți. Mama ei a murit dând naștere celui de-al treilea copil; copilul s-a născut mort. În 1933, după succesul în alegerile pentru Reichstag al lui Adolf Hitler și al Partidului Nazist și numirea lui Hitler în funcția de cancelar, Hans Goslar a fost forțat să demisioneze din postul guvernamental pe care-l ocupa. După o încercare eșuată de a se stabili în Anglia, unde Hans Goslar nu a putut găsi un serviciu care să-i permită să stea acasă de șabat, familia Goslar s-a mutat la Amsterdam, Olanda. Hannah a urmat cursurile Școlii Publice Montessori nr. 6, unde a devenit cea mai bună prietenă a Annei Frank. Anne și Hannah au fost, de asemenea, prietene apropiate cu Susanne „Sanne” Ledermann, care locuia în aceeași zonă, dar învăța la o altă școală, și mai târziu cu Ilse Wagner și cu Jacqueline van Maarsen.

## Arestarea și viața în lagărul de concentrare
În 1943, Hannah, tatăl ei, bunicii materni, împreună cu Gabriela („Gabi”), sora mai mică a lui Hannah, au fost arestați și trimiși în lagărul de tranzit Westerbork și au ajuns în cele din urmă în lagărul de concentrare Bergen-Belsen. Hannah s-a aflat într-o secțiune privilegiată a lagărului pentru că familia ei avea asupra ei pașapoarte palestiniene emise de autoritățile britanice. Cândva în perioada ianuarie-februarie 1945, Hannah a întâlnit-o pentru o scurtă perioadă pe Anne Frank, care era deținută în condiții grele în altă parte a lagărului. Hannah i-a strecurat Annei un pachet cu pâine și șosete. Hannah și Gabi au supraviețuit 14 luni la Bergen-Belsen. Tatăl ei și bunicii materni au murit de boală înainte de eliberare. Hannah și Gabi au fost singurii membri ai familiei lor care au supraviețuit războiului și în 1947 au emigrat în Israel, stabilindu-se la Ierusalim.

## Ultimii ani
Hannah s-a căsătorit cu dr. Walter Pinchas Pick, cu care a avut trei copii. Cei doi soți au locuit la Ierusalim, iar Hannah a avut în total zece nepoți.
Hannah a apărut în mai multe filme documentare despre Anne Frank, inclusiv în documentarul The Last Seven Months of Anne Frank (1988), documentarul Anne Frank Remembered (1995) și  documentarul Classmates of Anne Frank (2008).